# لوريتو (إيطاليا)
لوريتو، (بالإنجليزية: Laurito)‏، هي بلدة و(بلدية) في مقاطعة ساليرنو، في منطقة كامبانيا، بجنوب إيطاليا.على بعد حوالي 200 كم جنوب نابولي.

## السكان
في سنة 1861 بلغ عدد السكان 1٬577 نسمة، وتطور العدد ليصل في سنة 2011 لـ 843 نسمة.
يظهر هذا المخطط البياني تطور النمو السكاني لـ لوريتو (إيطاليا)